# Batimento de quilha

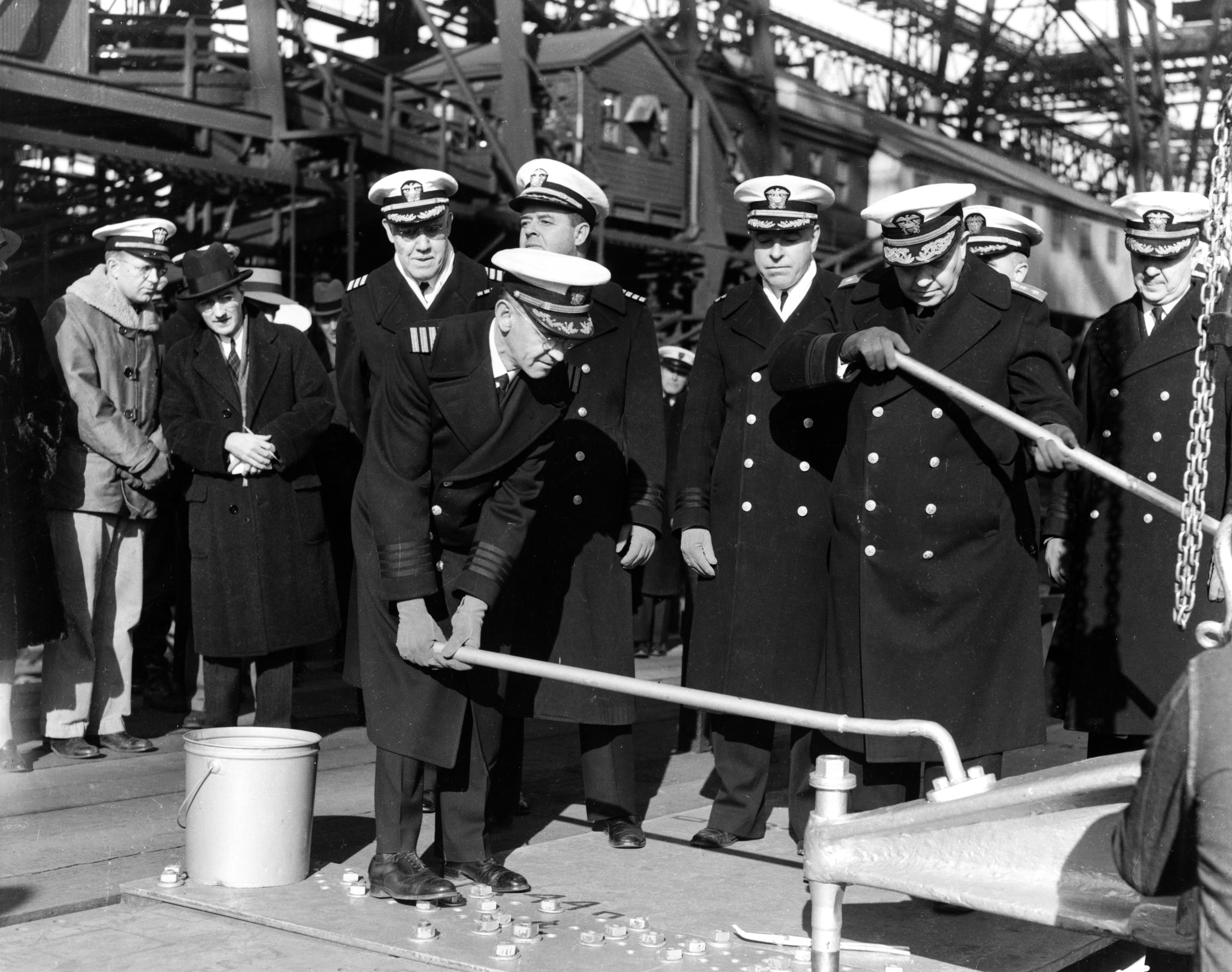
O batimento de quilha do, em 1941.

Batimento de quilha é uma cerimônia que marca o início da construção de um navio. O ato consiste na fixação do primeiro rebite no elemento principal da estrutura do navio, a quilha. A quilha é considerada, pelos mais antigos, como o coração do navio e cerca-se este com muitas superstições e, por isso, a cerimônia que naquele tempo servia para espantar os maus espíritos.

## Tradições

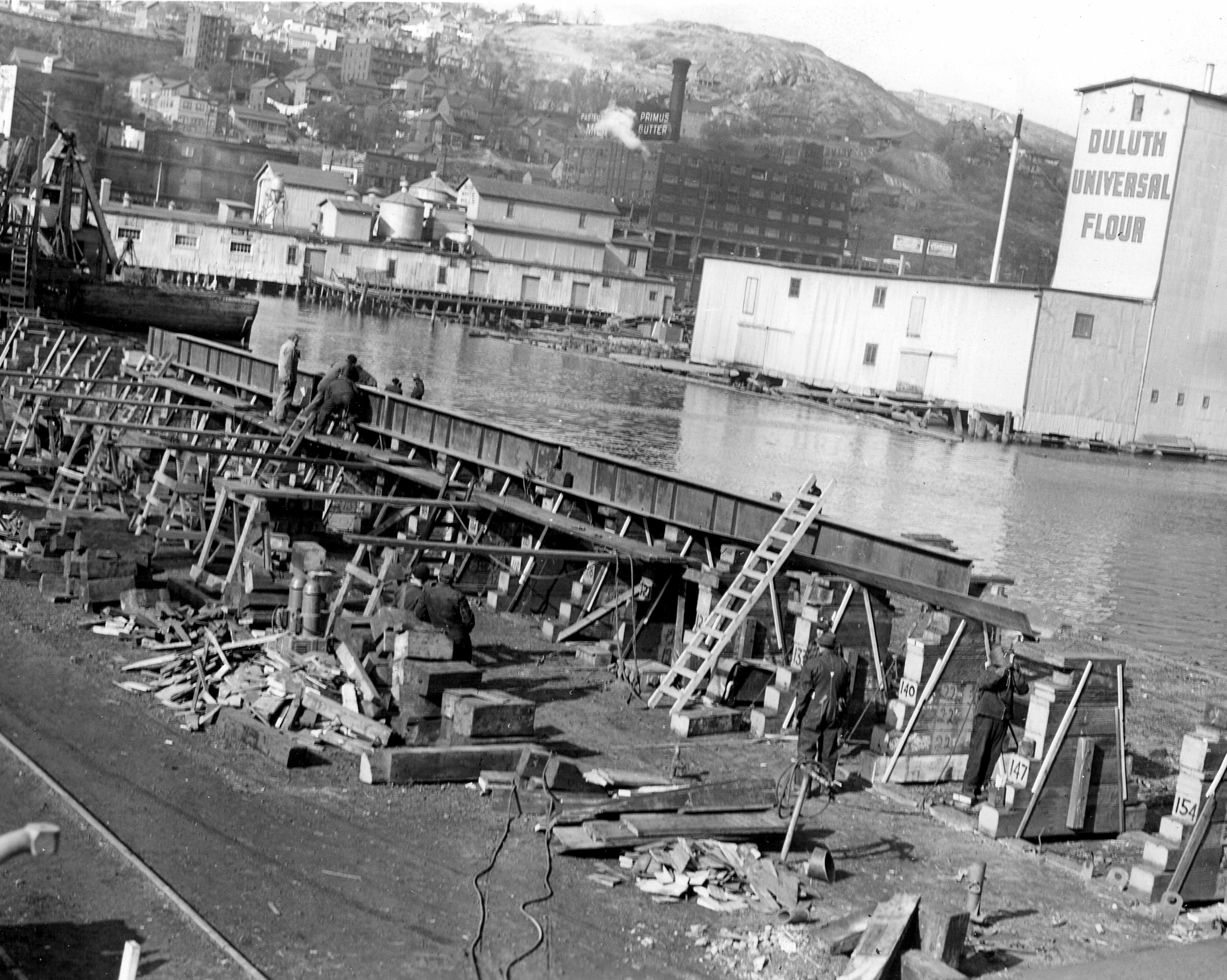
Colocação da quilha do USCGC Mariposa (WLB-397), em 1943

Diz-se que as tradições relacionadas com a quilha dos tempos dos navios de madeira trazem sorte à embarcação durante a construção e também ao capitão e à tripulação durante sua vida posterior. Elas incluem colocar uma moeda recém-cunhada sob a quilha e construir o navio sobre ela, fazendo com que o aprendiz mais jovem coloque a moeda e, quando o navio estiver pronto, presentear os proprietários com o bloco de carvalho sobre o qual a quilha foi assentada. A tradição deriva do costume de pôr uma moeda debaixo do mastro, oriundo da Grécia ou da Roma Antiga, onde o ato simbolizava "pagar o barqueiro" para levar as almas dos mortos para outro lado do rio Estige, caso o navio afundasse.